# Club Siero
Club Siero is een Spaanse voetbalclub uit Siero die uitkomt in de Tercera División. De club werd in 1916 opgericht en speelt haar thuiswedstrijden in het Estadio El Bayu.
Real Avilés ·
Avilés Stadium CF ·
Caudal Deportivo ·
UC Ceares ·
CD Colunga ·
Condal CF ·
UD Gijón Industrial ·
SD Lenense ·
L'Entregu CF ·
UD Llanera ·
CD Llanes ·
CD Mosconia ·
SD Navarro CF ·
CD Praviano ·
EI San Martín ·
Club Siero ·
Real Titánico ·
CD Tuilla ·
Urraca CF ·
Valdesoto CF ·
CD Vallobín ·